# Kingston Flyer

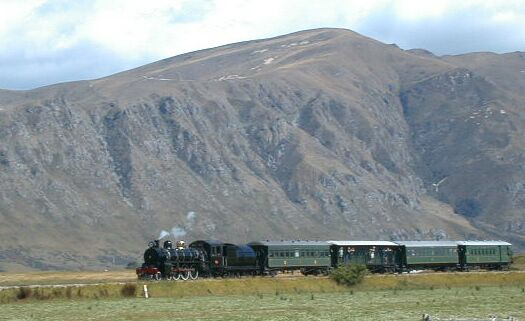
Der Kingston Flyer zwischen Kingston und Fairlight

Der Kingston Flyer ist eine Museumseisenbahn, die auf dem restaurierten 14 km langen Endstück der ehemaligen Bahnstrecke Invercargill–Kingston zwischen Kingston und dem Haltepunkt Fairlight auf der neuseeländischen Südinsel verkehrt.

## Geschichte
Die Bezeichnung Kingston Flyer trug ursprünglich ein Zug, der zwischen 1886 und 1937 regelmäßig, bis 1957 bei saisonalem Bedarf, zwischen den Städten Gore und Kingston und Invercargill und Kingston verkehrte. Nachdem die Strecke 1979 stillgelegt worden war, wurden in privater Initiative zwei Dampflokomotiven und historische Personenwagen restauriert und ab 1982 unter dem alten Namen als Museumseisenbahn auf dem knapp 14 km langen Endstück der Strecke von Kingston aus wieder in Betrieb genommen.
2002 wurde zum Erhalt des Zuges die Kingston Flyer 2002 Society Inc. gegründet, zu den 32 Gründungsmitgliedern gehörten unter anderem der Schauspieler Sam Neill und Regisseur Peter Jackson. Wegen finanzieller Schwierigkeiten folgte die Insolvenz und der Betrieb musste 2009 eingestellt werden. Eisenbahninfrastruktur und Fahrzeuge wurden in einer Internetversteigerung angeboten und von einem Geschäftsmann erworben. Die Anlagen wurden wieder hergerichtet und der Fahrbetrieb am 29. Oktober 2011 wieder aufgenommen. Im Herbst 2013 wurde der Fahrbetrieb erneut eingestellt und alles zum Verkauf angeboten. Seitdem ruht der Betrieb. Nach der Corona-Krise wurde die Museumsbahn von den neuen Eigentümern am 18. September 2022 wieder eröffnet.

## Betrieb
Der Betrieb wird mit zwei Dampflokomotiven und sieben historischen, vierachsigen Drehgestell-Wagen durchgeführt. Die beiden Dampflokomotiven sind:
- AB 778 (Baujahr 1925)
- AB 795 (Baujahr 1927; die Lokomotive war vor dem Royal Train anlässlich des Staatsbesuchs von Königin Elisabeth II. 1953 in Neuseeland eingesetzt.)

## Fotogalerie

Bahnhof, Zug und Wagen
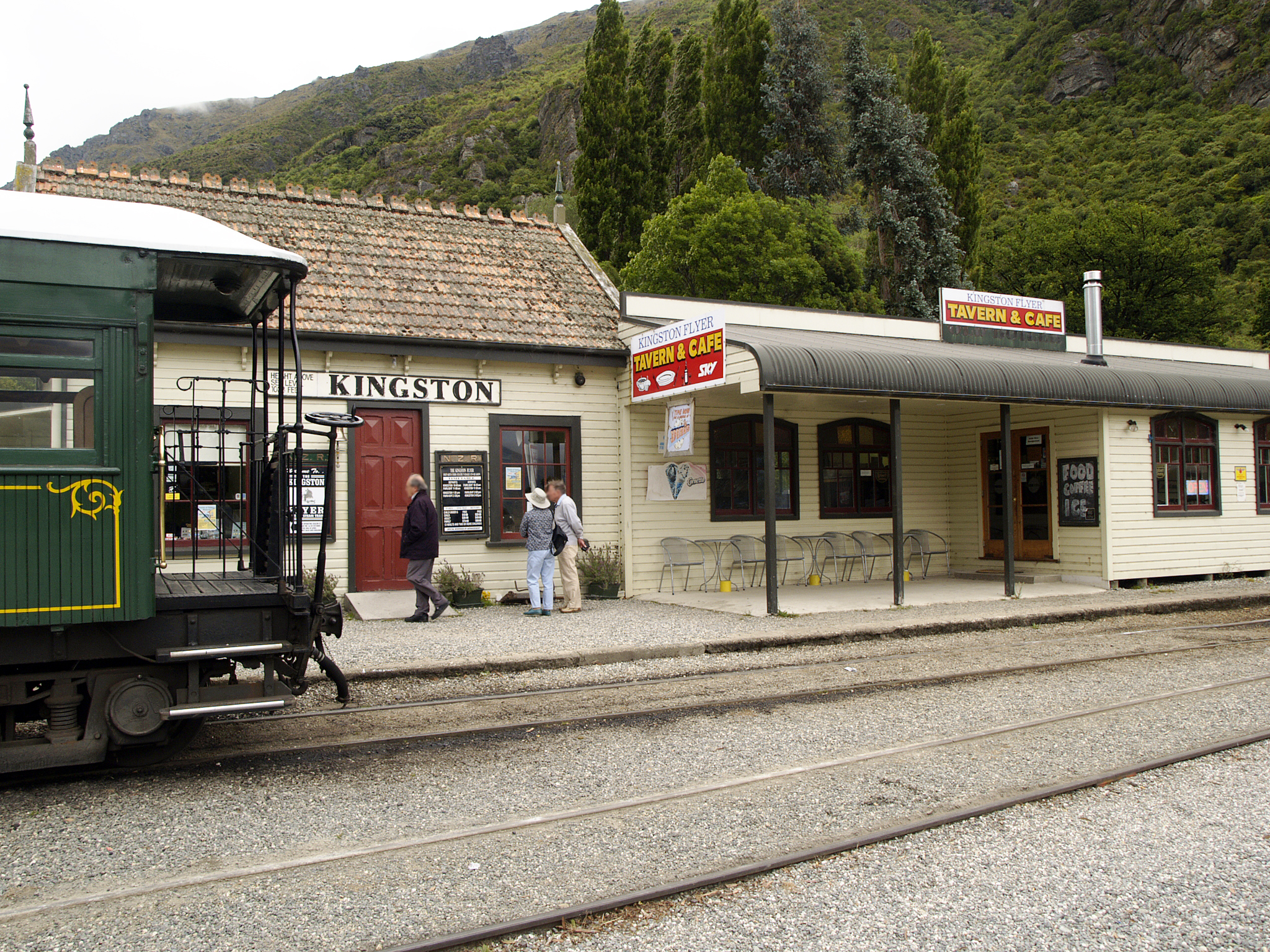
Bahnhof von Kingston
Der Kingston Flyer im Bahnhof Kingston
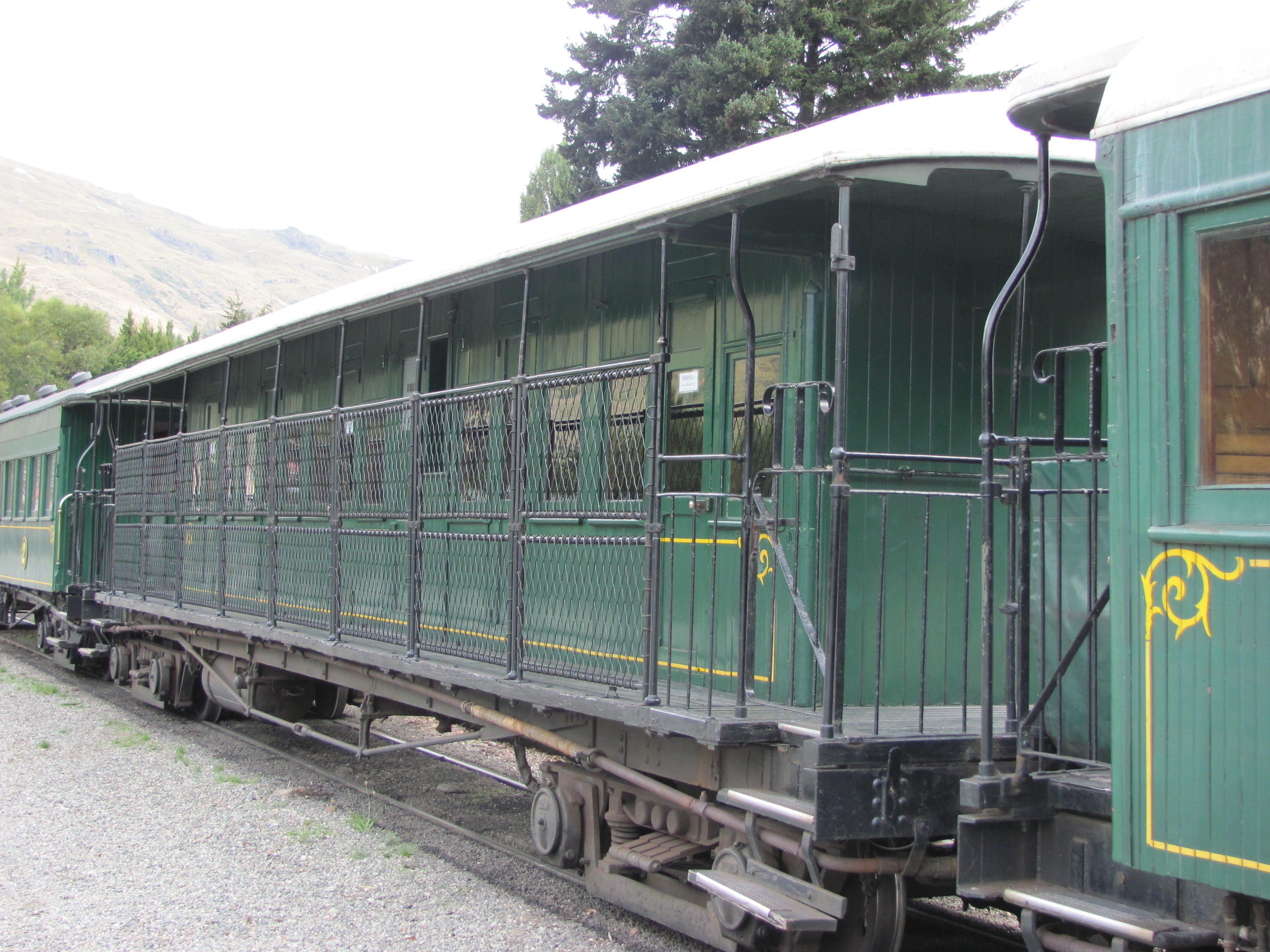
Galeriewagen 1. Klasse
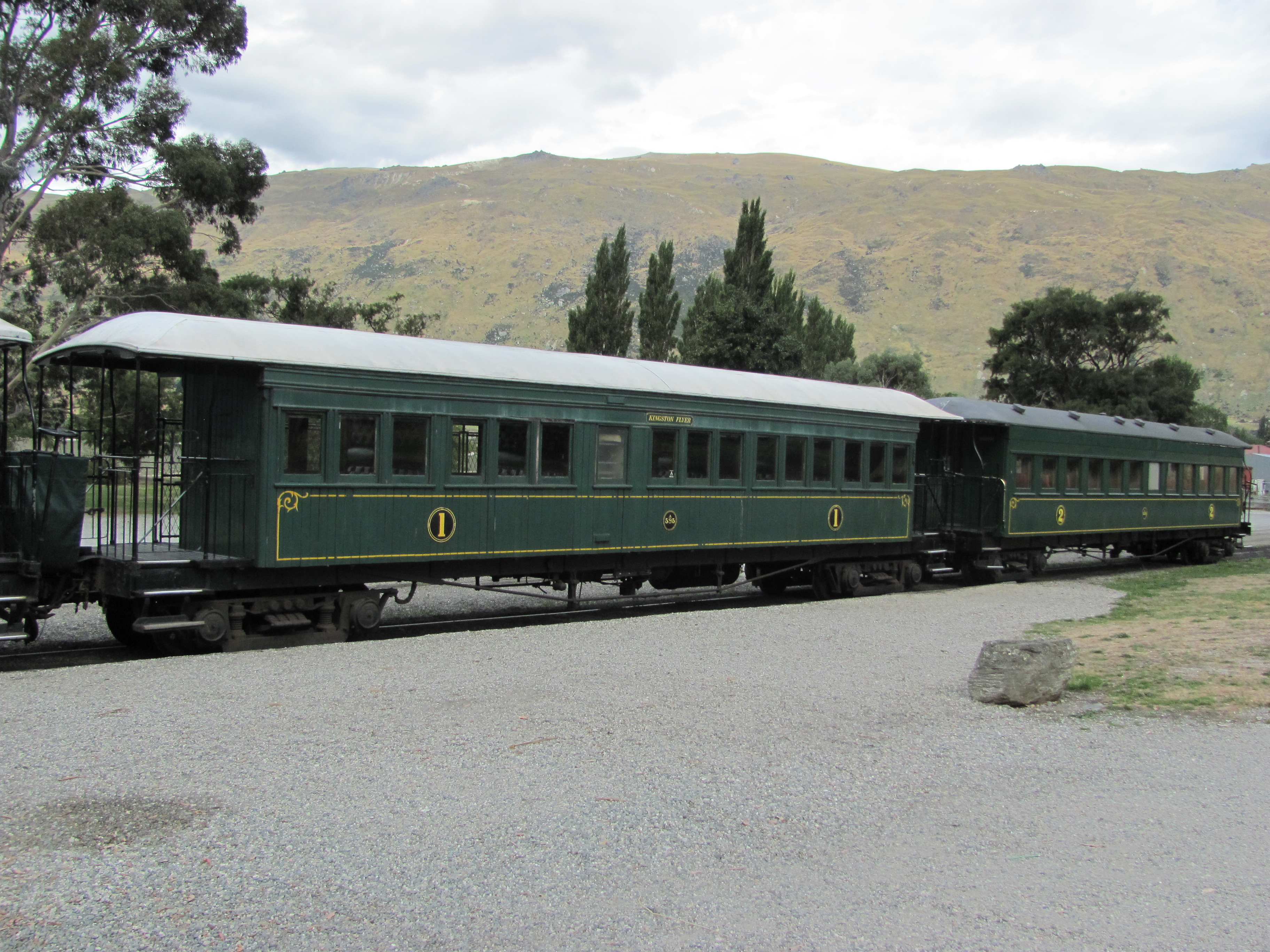
Wagen 1. (Vordergrund) und 2. Klasse